# Lista di astronauti italiani
Di seguito l'elenco degli astronauti italiani che hanno viaggiato nello spazio, ordinati per data del primo volo.
Fino al 2024, dodici italiani sono stati nello spazio. Otto di questi hanno effettuato voli orbitali e cinque hanno effettuato voli suborbitali; Walter Villadei è l'unico italiano a realizzarli entrambi. Il primo italiano nello spazio è stato Franco Malerba nel 1992. Roberto Vittori e Paolo Nespoli hanno entrambi effettuato tre voli spaziali orbitali nella loro carriera, che rappresenta l'attuale record per gli astronauti italiani.

## Orbitali
| Immagine                                      | Nome                   | Missione                                      | Inizio missione  | Durata missione | Stazione spaziale                                                                                               | Obiettivo spaziale                                                               | Rif.          |
| --------------------------------------------- | ---------------------- | --------------------------------------------- | ---------------- | --------------- | --- | -------------------------------------------------------------------------------- | ------------- |
|                                               | Franco Malerba         | STS-46                                        | 31 luglio 1992   | 7 giorni        | | Lanciato il satellite European Retrievable Carrier dell'ESA                      | [ 1 ]         |
|                                               | Maurizio Cheli         | STS-75                                        | 22 febbraio 1996 | 15 giorni       | | Implementato il sistema satellitare italiano cablato                             | [ 2 ]         |
|                                               | Umberto Guidoni        | STS-75                                        | 22 febbraio 1996 | 15 giorni       | | Implementato il sistema satellitare italiano cablato                             | [ 2 ]         |
| STS-100                                       | Umberto Guidoni        | 19 aprile 2001                                | 11 giorni        | ISS             | Consegnato Canadarm2 alla ISS                                                                                   | [ 3 ]                                                                            |               |
|                                               | Roberto Vittori        | Soyuz TM-34 / Soyuz TM-33                     | 25 aprile 2002   | 10 giorni       | ISS |                                                                                  | [ 4 ]         |
| Soyuz TMA-6 / Soyuz TMA-5                     | Roberto Vittori        | 15 aprile 2005                                | 10 giorni        | ISS             | | [ 5 ]                                                                            |               |
| STS-134                                       | Roberto Vittori        | 16 maggio 2011                                | 15 giorni        | ISS             | Consegnato lo spettrometro magnetico alfa e un vettore logistico ExPRESS alla Stazione Spaziale Internazionale. | [ 6 ]                                                                            |               |
|                                               | Paolo Nespoli          | STS-120                                       | 23 ottobre 2007  | 15 giorni       | ISS | Assemblaggio dell'ISS                                                            | [ 7 ]         |
| Soyuz TMA-20 / Expedition 26 / Expedition 27  | Paolo Nespoli          | 15 dicembre 2010                              | 159 giorni       | ISS             | | [ 8 ] [ 9 ]                                                                      |               |
| Soyuz MS-05 / Expedition 52 / Expedition 53   | Paolo Nespoli          | 28 luglio 2017                                | 139 giorni       | ISS             | | [ 10 ] [ 11 ]                                                                    |               |
|                                               | Luca Parmitano         | Soyuz TMA-09M / Expedition 36 / Expedition 37 | 28 maggio 2013   | 166 giorni      | ISS |                                                                                  | [ 12 ] [ 13 ] |
| Soyuz MS-13 / Expedition 60 / Expedition 61   | Luca Parmitano         | 20 luglio 2019                                | 200 giorni       | ISS             | | [ 14 ] [ 15 ]                                                                    |               |
|                                               | Samantha Cristoforetti | Soyuz TMA-15M / Expedition 42 / Expedition 43 | 23 novembre 2014 | 200 giorni      | ISS | Preparato un ormeggio di attracco all'estremità del nodo di collegamento Harmony | [ 16 ] [ 17 ] |
| SpaceX Crew-4 / Expedition 67 / Expedition 68 | Samantha Cristoforetti | 27 aprile 2022                                | 170 giorni       | ISS             | | [ 18 ] [ 19 ]                                                                    |               |
|                                               | Walter Villadei        | Axiom Mission 3                               | 18 gennaio 2024  | 21 giorni       | ISS |                                                                                  | [ 20 ]        |

## Suborbitali
| Immagine    | Nome                | Missione         | Data volo                      | Commenti                      | Ref.   |
| ----------- | ------------------- | ---------------- | ------------------------------ | ----------------------------- | ------ |
|             | Pantaleone Carlucci | Galactic 01      | 29 giugno 2023                 | Raggiunto l'apogeo di 85,1 km | [ 21 ] |
|             | Angelo Landolfi     | Galactic 01      | 29 giugno 2023                 | Raggiunto l'apogeo di 85,1 km | [ 21 ] |
|             | Nicola Pecile       | Galactic 01      | 29 giugno 2023                 | Raggiunto l'apogeo di 85,1 km | [ 21 ] |
| Galactic 03 | Nicola Pecile       | 8 settembre 2023 | Raggiunto l'apogeo di 88,56 km | [ 22 ]                        |        |
| Galactic 06 | Nicola Pecile       | 26 gennaio 2024  | Raggiunto l'apogeo di 88,8 km  | [ 23 ]                        |        |
|             | Walter Villadei     | Galactic 01      | 29 giugno 2023                 | Raggiunto l'apogeo di 85,1 km | [ 21 ] |
|             | Ketty Maisonrouge   | Galactic 05      | 2 novembre 2023                | Raggiunto l'apogeo di 87,2 km | [ 24 ] |
|             | Giorgio Manenti     | Galactic 07      | 8 giugno 2024                  | Raggiunto l'apogeo di 87,5 km | [ 25 ] |